# Медиазона
Медиазо́на — независимое российское онлайн-издание, основанное в 2014 году участниками группы Pussy Riot Марией Алёхиной, Надеждой Толоконниковой и Петром Верзиловым совместно с журналистом Сергеем Смирновым. Издание специализируется на освещении вопросов правосудия, пенитенциарной системы России, нарушений прав человека, а также социальных и политических процессов в России. После полномасштабного вторжения в Украину «Медиазона» также освещает тему войны и проводит дата-расследования о численности погибших в Украине российских солдат, мобилизованных, а также о масштабе политических репрессий.
На протяжении своего существования «Медиазона» неоднократно сталкивалась с давлением со стороны властей. В 2018 году издание оказалось на грани блокировки за публикацию расследования ФБК, а в 2020 году сайт был заблокирован в Беларуси за освещение протестов, при этом материалы издания были признаны «экстремистскими». В 2021 году Министерство юстиции России внесло «Медиазону», главного редактора Сергея Смирнова и издателя Петра Верзилова в реестр иностранных агентов. В марте 2022 года сайт «Медиазоны» был полностью заблокирован в России.

## История создания

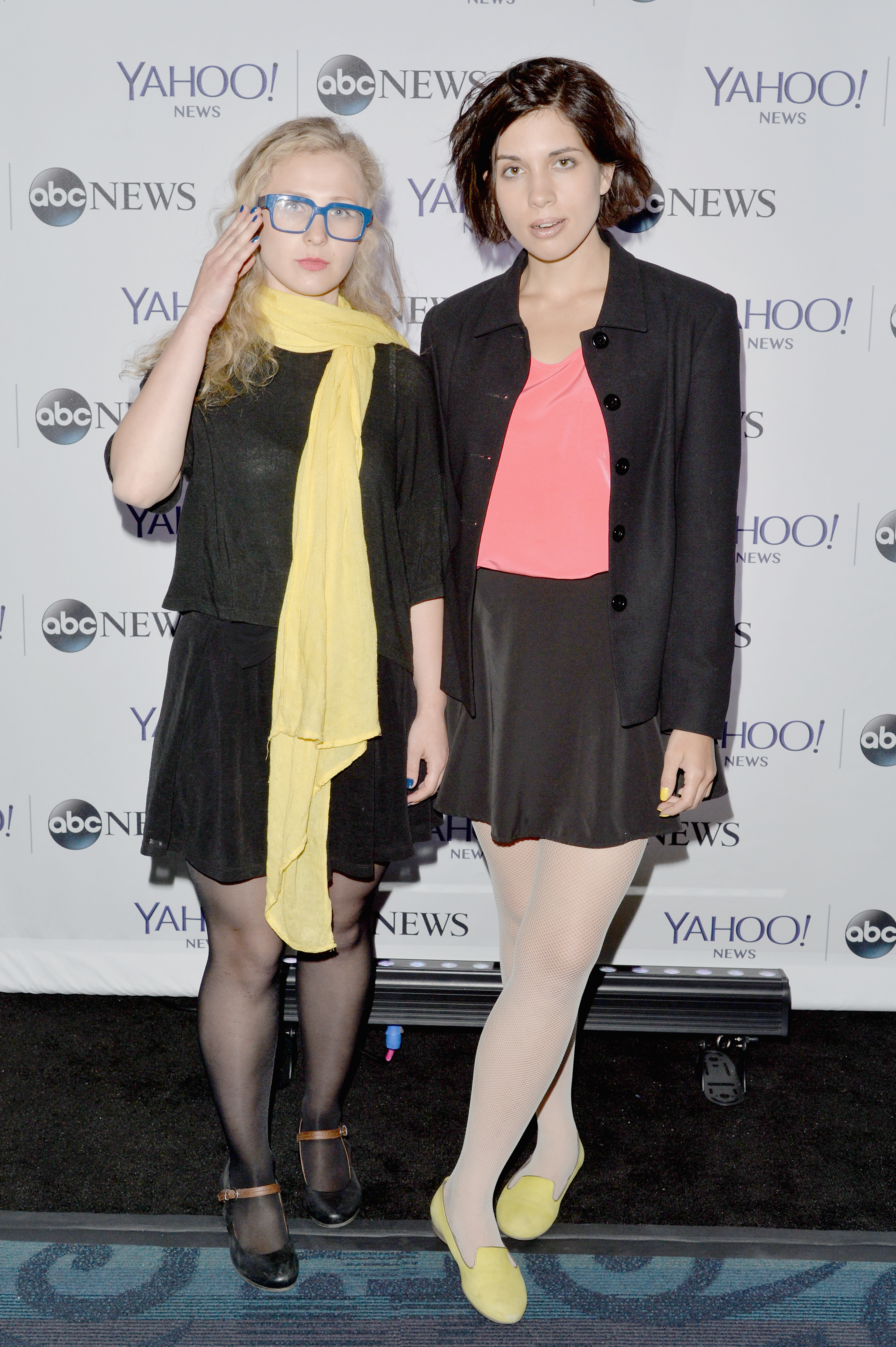
Основательницы «Медиазоны» Надежда Толоконникова и Мария Алёхина, 3 мая 2014 года

В 2013 году, после освобождения из тюрьмы по амнистии участниц группы Pussy Riot Марии Алёхиной и Надежды Толоконниковой, они вместе с Петром Верзиловым начали работу над созданием нового СМИ, посвящённого проблемам российской пенитенциарной системы. Издание возникло на волне преследований политических активистов по Болотному делу. Новое СМИ создавалось в тесной координации с другим проектом Алёхиной и Толоконниковой — НКО «Зона права», оказывающей помощь заключённым. «Медиазона» начала свою работу под руководством приглашённого главного редактора, известного политического журналиста Сергея Смирнова. Официально Роскомнадзор зарегистрировал «Медиазону» как СМИ в сентябре 2014 года. В этом же году «Медиазона» стала официальным партнёром The Guardian по освещению новостей на постсоветском пространстве в рамках проекта «New East».

## Темы
«Медиазона» достаточно быстро набрала популярность и вошла в рейтинг самых цитируемых СМИ России, на которые ссылаются ведущие издания страны. Уже в 2019 году «Медиазона» входила в топ-15 самых цитируемых российских изданий. По данным мониторинговой компании «Медиалогия», в августе 2019 года издание занимало 8-е место среди российских новостных веб-сайтов по цитируемости в других СМИ и 7-е место — по цитируемости на социальных медиаресурсах. По данным новостного агрегатора The True Story, в рейтинге самых цитируемых источников информации в первом квартале 2024 года «Медиазона» занимала пятое место среди всех русскоязычных медиа, включая подцензурные государственные агентства, и первое — среди независимых изданий. Рост популярности издания был связан с уникальным форматом подачи информации — «Медиазона» проводила онлайн-трансляции с судов, избегала колонок и материалов с выражением мнений (Op-ed), а также исключала кликбейт в заголовках. В качестве основных источников для материалов о пенитенциарной системе России использовались звонки из мест заключения, данные от адвокатов и общественных наблюдательных комиссий (ОНК), при этом редакция не создавала контент только на основании слов родственников или адвокатов.
Изначально сосредоточившись на проблемах российской политической системы и уголовных преследованиях, «Медиазона» со временем значительно расширила тематику. В 2020 году были запущены проекты «Медиазона. Беларусь» и «Медиазона. Центральная Азия» (приостановила работу 17 февраля 2025 г.). После начала полномасштабного вторжения России в Украину «Медиазона» также начала освещать боевые действия и влияние войны на российское общество.

## Редакция

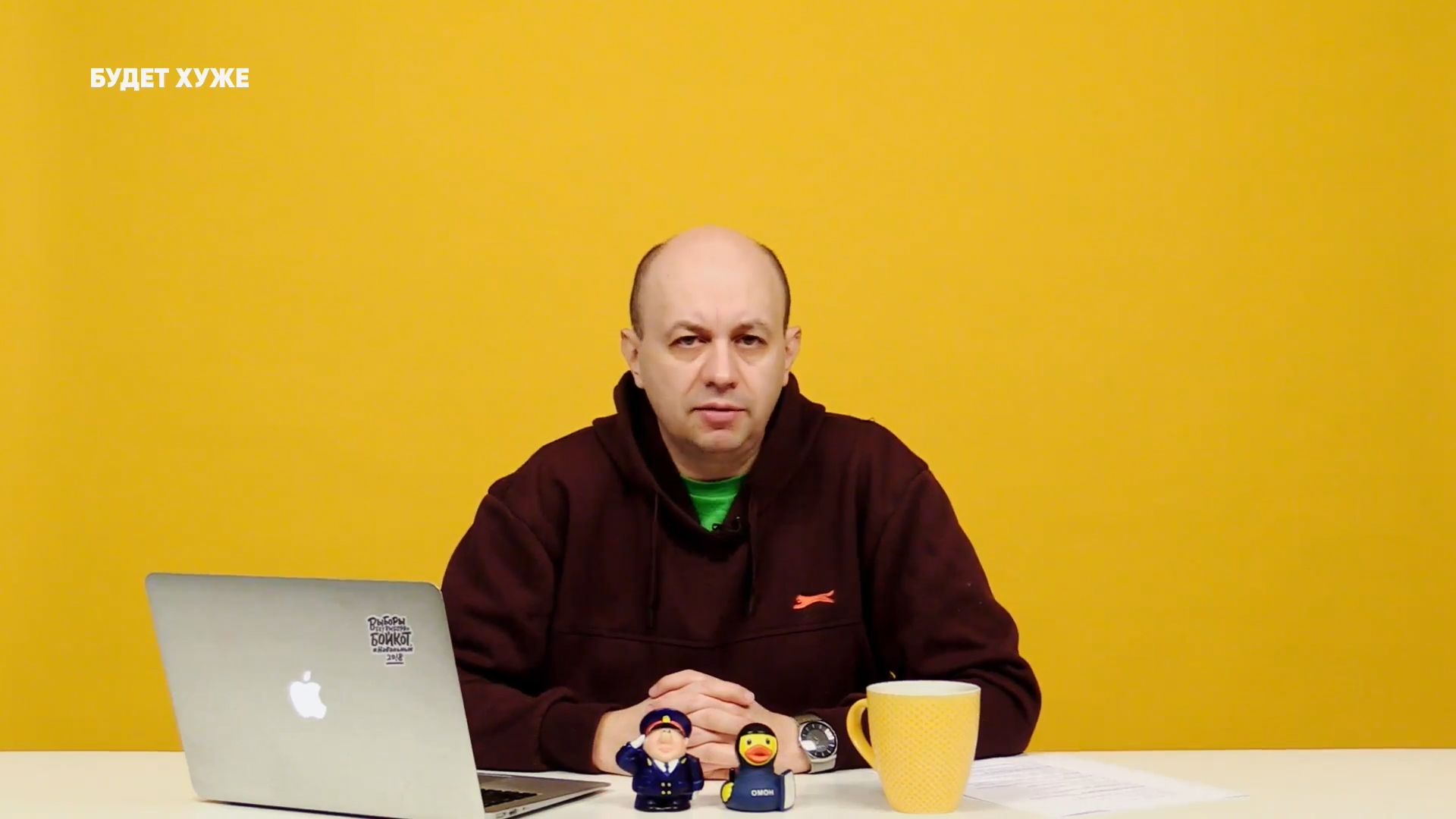
Главный редактор «Медиазона» Сергей Смирнов в 2018 году

Основателями «Медиазоны» являются участницы Pussy Riot — Надежда Толоконникова и Мария Алёхина, а издателем — Пётр Верзилов. С момента основания и по состоянию на 2024-й год главным редактором издания является Сергей Смирнов — политический журналист, бывший заместитель главреда «Русской планеты». В первоначальный состав редакции вошли бывший корреспондент «Газета.ru» и судебный репортер «Дождя» Елена Шмараева, а также Егор Сковорода и Мария Климова, ранее работавшие со Смирновым в «Русской планете». К 2022 году редакция «Медиазоны» состояла из 30 человек, большинство из которых после начала полномасштабного вторжения в Украину проживают за рубежом.
В октябре 2023 года Пётр Верзилов принял решение покинуть пост издателя «Медиазоны». Это произошло после его интервью журналисту Юрию Дудю, где Верзилов рассказал, что участвует в боевых действиях в Украине в рядах ВСУ. Верзилов отметил, что принял это решение, чтобы не ставить под сомнение независимость и неангажированность «Медиазоны» в связи со своей текущей деятельностью. Он также подчеркнул, что остаётся одним из основателей издания.

## Преследования и блокировки
На протяжении своего существования «Медиазона» систематически сталкивалась с преследованием со стороны властей России и Беларуси. Так, в марте 2016 года в Чечне произошло нападение на журналистов и правозащитников, которые ехали из Ингушетии в Грозный в рамках тура, организованного Комитетом по предотвращению пыток. На них напали несколько десятков молодых людей, которые уложили участников поездки на пол и избили, а после — подожгли автобус. Среди пострадавших был и журналист «Медиазоны» Егор Сковорода. Сергей Смирнов полагал, что нападение было организовано людьми Рамзана Кадырова — журналисты направлялись взять интервью у тех, кто подвергался пыткам в Чечне, в том числе людьми Кадырова.

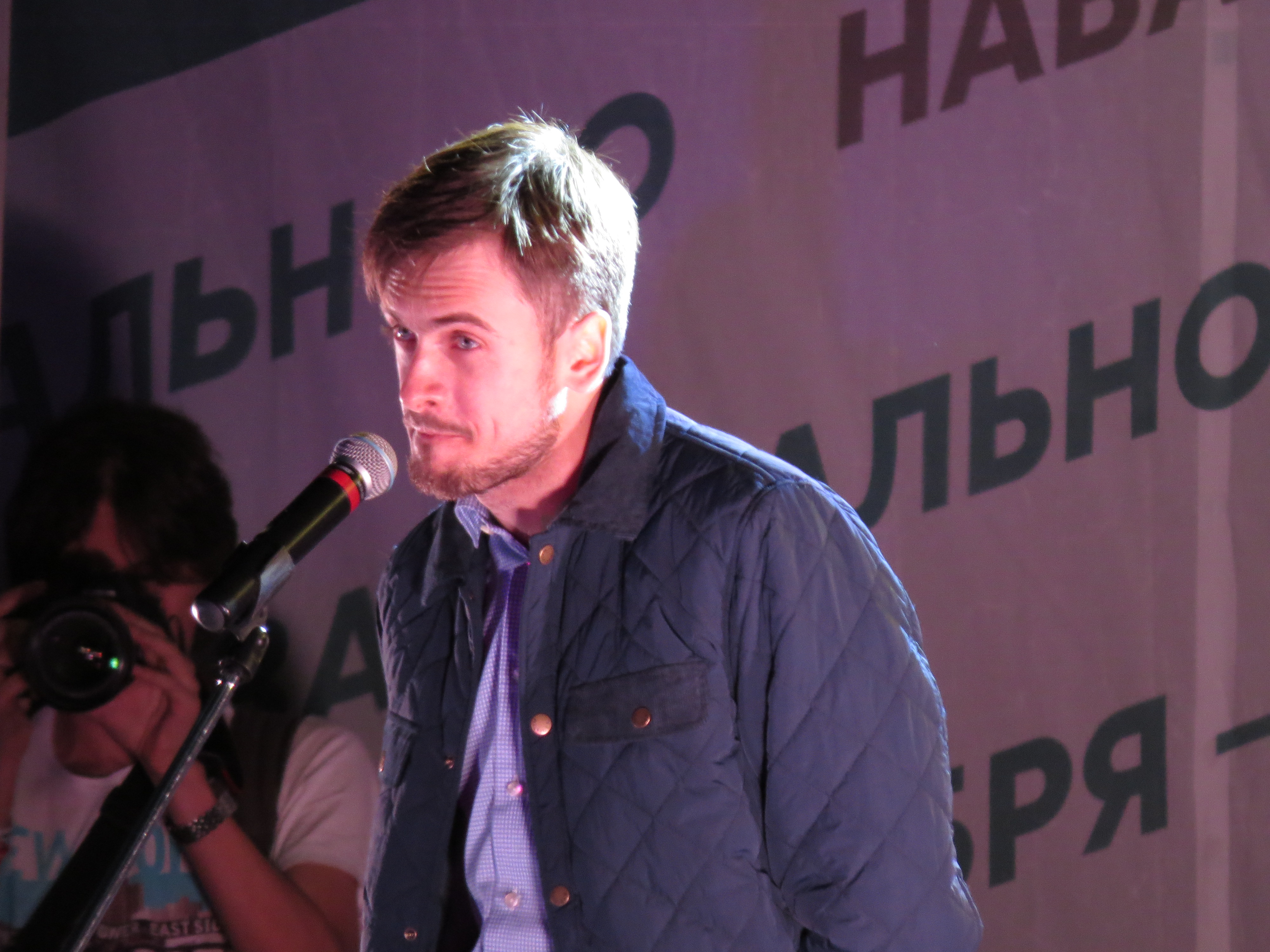
Издатель и основатель «Медиазоны» Пётр Верзилов на митинге Болотной площади в 2013 году

В феврале 2018 года Усть-Лабинский суд Краснодарского края принял решение о блокировке «Медиазоны» из-за публикации расследования Алексея Навального о вице-премьере правительства России Сергее Приходько, который в 2016 году провёл три дня на яхте Олега Дерипаски у берегов Норвегии. Это стало известно благодаря Насте Рыбке — девушке из эскорт-агентства, которая также присутствовала на яхте и впоследствии публично рассказала об этом. Редакция добровольно отцензурировала новость, поэтому сайт заблокирован не был. В январе 2018 года «Медиазонаа» вслед за представителями «Фонда борьбы с коррупцией» (ФБК) обжаловали решение о блокировке в ЕСПЧ.
В августе 2020 года сайт «Медиазоны» был заблокирован в Беларуси за освещение протестов против белорусских выборов. Министерство информации Республики Беларусь прислало изданию письменное уведомление, в котором говорилось, что причиной запрета доступа к сайту на территории Беларуси стало «распространение информационной продукции, признанной экстремистской».
В 2020 году корреспондент «Медиазоны» Давид Френкель сообщил, что полицейские сломали ему руку, пытаясь выгнать с избирательного участка № 2191 в Центральном районе Санкт-Петербурга, где проходило голосование по поправкам к Конституции. В полиции заявили, что действовали «в установленном законом порядке» и не получали жалоб на действия сотрудников. В марте 2021 года Френкель обратился с жалобой в ЕСПЧ. По мнению Френкеля, российские власти в его деле нарушили сразу несколько статей Конвенции о защите прав человека и основных свобод: статью 3 (запрет пыток и жестокого обращения) в совокупности со статьёй 13 (отсутствие эффективных средств правовой защиты при расследовании нападения полицейского), статью 6 (право на справедливое судебное разбирательство), статью 10 (свобода выражения мнения) и статью 18 (пределы использования ограничений в отношении прав).
20 января 2021 года во время прогулки с ребёнком был задержан главный редактор «Медиазоны» Сергей Смирнов. 3 февраля суд назначил ему 25 суток административного ареста по обвинению в «неоднократном нарушении правил проведения массовых мероприятий». Официальным поводом к аресту послужил репост Смирновым чужого поста в Твиттере, в котором говорилось о его сходстве с панк-музыкантом группы «Тараканы!» из объявления о митинге 23 января в поддержку Навального. Этот твит был внутренней шуткой — отсылкой к старому мему, когда про-государственный Telegram-канал ошибочно идентифицировал фотографию российского рэпера Оксимирона как Смирнова. Однако из-за того, что на сопровождающей твит фотографии была указана дата демонстрации в поддержку Навального, власти сочли репост анекдота подстрекательством к несанкционированному протесту. 8 февраля срок ареста был сокращён до 15 суток.
15 июня 2021 года стало известно, что Комиссию Госдумы по расследованию фактов вмешательства во внутренние дела России получила обращение от Фонда защиты национальных ценностей во главе с Максимом Шугалеем с просьбой признать «Медиазону» «иностранным агентом». Глава комиссии Василий Пискарёв сообщил, что издание уже попадало в поле зрения комиссии из-за того, что его деятельность рекламировал Пражский гражданский центр (Prague Civil Society Centre), признанный «нежелательной организацией» в 2020 году. В конце сентября 2021 года Минюст внёс юридическое лицо ООО «ЗП», учредившее «Медиазону», НКО «Зона права», Петра Верзилова и главного редактора Сергея Смирнова в реестр СМИ-иноагентов. Официальной причиной для присвоения статуса ООО «ЗП» стало получение редакцией доходов от Google за размещение контекстной рекламы на сайте и цитирование других «иностранных агентов» в 9 публикациях. Смирнов и Верзилов пытались обжаловать это решение в Замоскворецком суде Москвы, однако в январе 2022 года суд Москвы отклонил их апелляцию и оставил решение в силе.

### После полномасштабного вторжения в Украину
Окончательное решение приняли в марте. Когда был принят «закон о фейк-ньюс», стало понятно, что независимым медиа в России практически невозможно работать. Но и до этого у меня особо иллюзий не было. В прошлом году у меня прошел обыск, проверка по уголовному делу. Меня на 15 суток арестовали. В начале лета на «Медиазону» написали донос. В сентябре объявили иноагентами. Было понятно, что мы находимся в группе риска и к чему все идет. Весной 2022 года мы приняли решение о релокации всей редакции.
Все эти годы мы старались выполнять законы против СМИ и требования Роскомнадзора — даже самые идиотские. Но после 24 февраля от нас потребовали называть войну «специальной операцией». Мы не стали этого делать и не замолчали — и вскоре нас заблокировали в России. Соблюдать все остальные безумные требования и продолжать ставить ДАННОЕ СООБЩЕНИЕ мы больше не собираемся.
После полномасштабного вторжения в Украину в 2022 году Роскомнадзор начал блокировать независимые СМИ — «Медиазона» была заблокирована 6 марта. Редакция издания заявила, что блокировка произошла из-за честного освещения войны в Украине. По мнению Генпрокуратуры, на требование которой ссылается Роскомнадзор, на «Медиазоне» была размещена «заведомо ложная общественно значимая информация, которая создаёт угрозу причинения вреда жизни и (или) здоровью граждан, угрозу массового нарушения общественного порядка и (или) общественной безопасности. В частности, информационные материалы о якобы нападении Россией на территорию Украины». По словам редакции, Роскомнадзор потребовал удалить весь сайт. Однако издание продолжило свою работу, и в апреле редакция объявила, что больше не будет маркировать свои материалы как продукцию иностранного агента ни на сайте, ни в соцсетях.
В апреле 2022 года Министерство юстиции России признало журналистку «Медиазоны» Аллу Константинову иностранным агентом. Спустя месяц на главного редактора издания Сергея Смирнова был составлен протокол за отсутствие маркировки «иноагента».
В мае 2022 года издание «Медиазона. Беларусь» и его аккаунты в соцсетях, а также канал на YouTube, были признаны в Беларуси «экстремистскими материалами». Помимо этого у «Медиазоны Беларусь» были отобраны права на домен (mediazona.by), поэтому сайт переехал на новый адрес (mediazonaby.com).
В марте 2023 года Басманный суд Москвы заочно арестовал Петра Верзилова, который на тот момент проживал за границей, по статье о распространении «фейков» о российской армии. На него также было возбуждено дело о сокрытии двойного гражданства. В ноябре того же года Верзилов был заочно приговорён к 8,5 годам колонии общего режима по делу о «военных фейках». В марте 2024 года в России прошли массовые обыски у художников и активистов. Вероятно, они были связаны с делом о «госизмене» против Петра Верзилова.
В марте 2023 года в России был заблокирован сайт «Медиазона Беларусь». В феврале 2025 года Министерство внутренних дел Республики Беларусь признало издание «Медиазона Беларусь» экстремистским формированием.

## Финансирование
Изначально финансирование «Медиазоны» осуществлялось за счёт дотаций, пожертвований и грантов иностранных фондов и организаций. Иногда Надежда Толоконникова и Мария Алёхина реализовывали совместные проекты, например, с Сиднейским оперным театром в обмен на перечисление средств изданию. Однако в начале декабря 2017 года «Медиазона» перешла на модель краудфандинга — имеющихся ресурсов больше не хватало для поддержания и развития проекта. На тот момент сайт «Медиазоны» ежемесячно посещали около 1 млн уникальных пользователей. Выпуск «Медиазоны» обходился примерно в 2,5 млн рублей в месяц или 30 млн рублей в год. Предлагаемая модель краудфандинга была нацелена на привлечение регулярных финансовых взносов от читателей. Информацию о сборе средств для «Медиазоны» распространяли Алексей Навальный, журналист Андрей Лошак, писатель Михаил Зыгарь и кинокритик Роман Волобуев.
После полномасштабного вторжения в Украину 2022 года «Медиазона» лишилась больше 70 % подписчиков, прежде всего из-за ухода из России Visa и Mastercard, которые сделали невозможными переводы для россиян, а также из-за страха людей отправлять средства СМИ, признанному иностранным агентом. При этом только в марте 2022 года сайт посетили более 4 млн раз, а количество подписчиков в Telegram увеличилось на 152 %. В 2024 году редакция заявила, что может «не пережить 2025 год» и призвала читателей к новым регулярным донатам для исправления ситуации — если до войны у издание было около 10 000 подписчиков, то на 2025-й год им нужно набрать 5 000 для поддержания работы издания. В марте 2025 г. издание объявило об увольнениях и сокращении зарплат сотрудников из-за резкой нехватки финансирования.

## Крупные расследования
В 2020 году «Медиазона», совместно с антикоррупционным проектом Scanner Project, выпустила расследование об обстоятельствах убийства Бориса Немцова и о возможных соучастниках преступления. Из расследования следовало, что объявленный в международный розыск Руслан Мухудинов, которого суд признал организатором убийства Немцова, находился в России и вёл аккаунты в социальных сетях под фамилией «Гилаев». Авторы расследования также обнаружили фотографии и данные Руслана Геремеева, выходца из влиятельной чеченской семьи и ближайшего соратника Рамзана Кадырова, которого адвокаты Жанны Немцовой считали настоящим заказчиком убийства. «Медиазона» и Scanner Project выявили нескольких лиц, предположительно причастных к преступлению и связанных с Геремеевым, а также с депутатом Госдумы Адамом Делимхановым, которого называют вторым по влиятельности человеком в Чечне после Рамзана Кадырова, и его братом, командиром «Севера» Алибеком Делимхановым. Среди подозреваемых были сотрудник Шелковского РОВД Чечни Асланбек Хатаев, его начальник Халид Уцимиев, а также два человека из окружения Рамзана Кадырова. Расследование показало, что осуждённые за убийство Немцова также контактировали с помощником Рамзана Кадырова Вахой Геремеевым, который является родственником Сулеймана Геремеева. Расследование было основано на анализе данных телефонных биллингов, авиаперелётов и записей с камер видеонаблюдения. После выхода расследования, адвокаты потерпевшей стороны заявили о намерении ходатайствовать о дополнительных следственных действиях в отношении ряда лиц, которые могут быть причастны к этому преступлению.
В 2021 году журналисты «Медиазоны», «Медузы» и «Холода» выпустили совместное исследование, согласно которому Министерство здравоохранения Российской Федерации в пять раз занижало статистику по COVID-19 в России. По итогам расследования, число переболевших коронавирусом в России превысило 29 млн человек, что в пять раз больше официальных данных. Эти выводы были сделаны на основе сообщений, поступающих из Министерства цифрового развития, связи и массовых коммуникаций, и данных о выдаче QR-кодов. В министерстве здравоохранения опровергли результаты расследования, назвав их «фантазиями». Журналисты «Медиазоны» также получили доступ к данным Информационного центра по мониторингу ситуации с коронавирусом (ИЦК) и выяснили, что с апреля по ноябрь 2020 года в России на койках для коронавирусных больных умерло не менее 74,9 тысяч человек.
После начала полномасштабного вторжения в Украину журналисты «Медиазоны» начали публиковать материалы и проводить расследования о преступлениях российской армии. В мае 2022 года в материале «Самая полная карта мародёров» журналисты «Медиазоны» установили, что с начала российского вторжения военные отправили в Россию около 60 тонн посылок из приграничных городов Украины. Исследование показало аномальный рост отправлений, предположительно связанных с мародёрством в оккупированных районах. Среди отправленных вещей были телевизоры, обувь, бытовая техника и даже беспилотник «Орлан». Помимо отслеживания открытых данных о посылках и их перемещениях, «Медиазона» с 20 апреля начала записывать видеотрансляции с камер наблюдения в пунктах СДЭК в 13 приграничных городах России и Беларуси, а также в аннексированном Крыму.
В мае 2022 года «Медиазона», Русская служба «Би-би-си» и команда волонтёров объединились, чтобы вести подсчёт российских военных, погибших в ходе вторжения в Украину. Проект использует открытые источники для сбора данных. На начало октября 2024 года в поимённом списке потерь было почти 73 тыс. человек. Из них 14,5 тыс. журналисты классифицировали как добровольцев, 13,5 тыс. как заключённых и 9 тыс. как призванных по мобилизации солдат.
В 2023 году, совместно с «Медузой» и дата-экспертом из Тюбингенского университета, они опубликовали крупное расследование, в котором предприняли попытку оценить реальное число погибших российских солдат. Для расчётов использовали статистическое понятие «избыточная смертность», популярное во время пандемии COVID-19. Опираясь на данные Реестра наследственных дел и поимённого списка потерь российской армии, исследователи оценили избыточную смертность среди мужчин младше 50 лет с февраля 2022 года по май 2023 года. По их расчётам, к маю 2023 года в войне на Украине погибло около 50 000 российских мужчин. К 1 января 2024 года эта цифра увеличилась до 75 000, без учёта армий ЛНР и ДНР. Также «Медиазона» проанализировала демографию погибших, на основе установленных имён более 70 000 погибших российских военных. Согласно расследованию, каждый пятый погибший подписал контракт с российской армией или Росгвардией уже после начала войны. При этом, если в 2022 году типичному военнослужащему, чья гибель была подтверждена Би-би-си, было около 21 года, и он служил в элитных подразделениях — спецназе, ВДВ или морской пехоте, то в 2024 году на фронт всё чаще отправляются мужчины в возрасте 40, 50 и даже 60 лет, зачастую без боевого опыта и специальной подготовки.
В октябре 2022 года, опираясь на данные о заключённых браках в России, «Медиазона» оценила масштаб «частичной» мобилизации. По данным журналистов, мужчины, получившие повестки, могли заключать браки в день обращения в ЗАГС, минуя стандартный месячный срок ожидания. Исходя из числа «избыточных» свадеб, журналисты оценили число мобилизованных в 492 000 человек, что в 1,64 раза превышает официальное число — 300 000. Позже эта оценка была уточнена и увеличена до 527 000.
В июне 2024 года «Медиазона» совместно с Русской службой «Би-би-си» опубликовала расследование, в котором сообщалось, что ЧВК «Вагнер» завербовала 48 тысяч заключённых. В ходе боёв под Бахмутом погибли 20 тысяч наёмников, из которых 17 тысяч были заключёнными.
С начала 2023 года издание мониторит судебные дела по «преступлениям против воинской службы» (глава 33, статьи 331—352.1 УК РФ), наиболее массовыми из которых являются дела о самовольном оставлении части. Журналисты фиксируют беспрецедентный рост подобных дел. Если в 2021 году их было около 500, то в 2022 году это число выросло до более 1000, а в 2023 году — до 5000. Только за первое полугодие 2024 года их количество превысило число за весь 2023 год. К середине 2024 года российские военные суды выносили по 34 приговора о самовольном оставлении части ежедневно.
Также «Медиазона» активно занимается расследованием политических репрессий. Журналисты «Медиазоны» также зафиксировали, что за первые семь месяцев 2023 года в российские суды поступило больше уголовных дел по статье о финансировании «экстремистской» деятельности, чем за весь 2022 год. В феврале 2024 года «Медиазона» выпустила расследование на основе карточек розыска из базы на сайте МВД. Журналисты обнаружили, что Россия ищет не только десятки европейских политиков и чиновников, но и главу правительства — премьер-министра Эстонии Каю Каллас, а также множество высокопоставленных украинских военных и сотни людей, которых российские следователи считают «иностранными наёмниками» в рядах ВСУ. В издании также создали удобный поиск по базе МВД. «Медиазона» также отслеживает случаи диверсий на территории России. По данным расследования, опубликованного в октябре 2023 года, как минимум 137 человек стали фигурантами уголовных дел о диверсиях на железных дорогах.
Данные из расследований «Медиазоны» использовали в своих материалах такие крупные зарубежные издания, как The New York Times, The Wall Street Journal и The Economist.

## Отзывы и награды
В 2015 году интернет-издание Meduza присвоило «Медиазоне» звание «Медиа года».
В 2016 году корреспондент «Медиазоны» Никита Сологуб выиграл премию журнала GQ «Журналист года» за статью о суде «над человеком без головы».
Авторы «Медиазоны» неоднократно становились лауреатами премии «Редколлегия» — независимой премии, учреждённой Борисом Зиминым и фондом Zimin Foundation для поддержки свободной профессиональной журналистики в России. Например, в марте 2024 года лауреатом премии стал Никита Сологуб за статью «Перевозчик» об офицере, сопровождавшем «Груз 200» в Забайкальском крае, а в июле дата-отдел «Медиазоны» получил награду за исследование количества погибших на войне в Украине. В 2022 году Петр Рузавин был удостоен награды за репортаж из освобождённых городов Харьковской области, а Дмитрий Трещанин получил премию за исследование солдат-мародёров в Украине. В 2021 году Елена Юришина и Лора Фиш были награждены за статью о российском репрессивном законодательстве, а в ноябре 2020 года Михаил Маглов, Егор Сковорода, Алла Константинова и Полина Глухова получили премию за расследование убийства Бориса Немцова.
В 2018 году «Медиазона» получила специальный приз премии «Профессия — журналист», организованной движением «Открытая Россия», за всестороннее освещение темы пыток и публикации, которые привели к уголовным расследованиям преступлений в российской пенитенциарной системе.
В августе 2020 года издание было награждено премией «Свободная пресса Восточной Европы» немецкого фонда Zeit-Stiftung и норвежского фонда Fritt Ord.
В 2021 году команды российской «Медиазоны» и «Медиазоны. Беларусь» получили премию European Press Prize в категории The Special Award за совместное исследование о том, как белорусская полиция подавляла протестное движение в Минске.
В 2023 году Алла Константинова получила European Press Prize в категории The Public Discourse Award за расследование изнасилований, совершённых российской армией в Украине.
В 2024 году Давид Френкель, журналист «Медиазоны», вошёл в состав жюри премии Sigma Award.